# Pavia (Gers)
Pavia (en francès Pavie) és un municipi francès situat al departament del Gers i a la regió d'Occitània.

## Demografia
| 1962                                       | 1968  | 1975  | 1982  | 1990  | 1999  | 2006  |
| ------------------------------------------ | ----- | ----- | ----- | ----- | ----- | ----- |
| 771                                        | 1.005 | 1.539 | 1.699 | 2.196 | 2.222 | 2.332 |
| Des de 1962: població sense dobles comptes |       |       |       |       |       |       |

## Administració
| Període   | Identitat             | Partit |
| --------- | --------------------- | ------ |
| 2001-2006 | Jean-François Gabriel |        |
| 2006-     | Jean Gaillard         |        |